# Шанак (Казахстан)
Шана́к (каз. Шанақ) — село у складі Казигуртського району Туркестанської області Казахстану. Адміністративний центр Шанацького сільського округу.
У радянські часи село називалось Чанак.
Населення — 1379 осіб (2021; 1365 у 2009, 1505 у 1999, 1605 у 1989).